# 정남 (성우)
정남(1970년 1월 30일 ~ )은 대한민국의 성우이다. 1994년 대교방송 성우극회로 입사했지만, 이후 1996년 MBC 13기 공채 성우로 데뷔하였다.

## 출연 작품

### 외화
- 마블 시네마틱 유니버스
  - 닥터 스트레인지 - 에인션트 원 (틸다 스윈튼)
  - 어벤져스: 엔드게임 - 에인션트 원 (틸다 스윈튼)
- 캐주얼티 시즌 29 - Zoe Hanna (Sunetra Sarker)
- 범죄의 재구성: How to Get Away with Murder (넷플릭스)- 애널리스 키팅 (비올라 데이비스)
- 본 콜렉터 (MBC) - 아멜리아 (안젤리나 졸리)
- 위트니스 (MBC) - 레이첼 (켈리 맥길리스)
- 폴리스 스토리 (MBC) - 셀리나 (임청하)
- 24 (MBC) - 니나 마이어스(새라 클라크)
- 인디펜던스 데이 (MBC)
- 애들이 줄었어요 (MBC)
- CSI 뉴욕 (MBC) - 리사 케이 (캐서린 윈닉)
- CSI 마이애미 (MBC) - 알렉스 우즈 (칸디 알렉산더)
- 트로이(SBS) - 테티스(줄리 크리스티)
- 터치 오브 라이트
- 유혹은 밤 그림자처럼 (MBC) - 캐서린(레이몬드 부인)
- 세상의 중심에서 사랑을 외치다 (MBC)
- 나쁜 녀석들2 (MBC) - 시드 (개브리엘 유니언)
- 마더 테레사 (MBC)
- 퀸 오브 뱀파이어 (SBS) - 아카샤 (알리야)
- 위험한 사돈 (SBS) - 캐서린(마리아 리코사)
- 대부2 (SBS)
- 키스 더 걸 (SBS)
- 무서운 영화 (SBS) - 버피 (섀넌 엘리자베스)
- 데스티네이션 (SBS)
- 사관과 신사 (MBC)
- 네프 므와 (MBC)
- 촉산전 (MBC) - 적시 (임희뢰)
- 마르셀의 여름 (MBC)
- 우나기 (MBC) - 케이코 (시미즈 미사)
- 개같은 내 인생 (MBC) - 엄마 (앙키 린덴)
- 굿 나잇 앤 굿 럭 (MBC) - 셜리 워시바 (패트리시아 클락슨)
- 노브레인 레이스 (MBC) - 트레이시 포셋 (에이미 스마트)
- 빅 히트 (MBC) - 팸 (크리스티나 애플게이트)
- 버티칼 리미트 (SBS) - 모니크 (이자벨라 스코럽코)
- 덴젤 워싱턴의 킬링 머신 (MBC) - 카터 박사
- 당신에게 일어날 수 있는 일 (MBC) - 이본느 비아시 (브리짓 폰다)
- 피아니스트 (MBC) - 레지나 (줄리아 레이너)
- 베오울프 (MBC) - 카이라
- 왓 위민 원트 (MBC) - 스텔라 (다이아나-마링 리바)
- 캐스퍼와 웬디 (MBC) - 패니(마녀)
- 블레이드2 (MBC) - 니사 (레오노어 바레라)
- 유혹은 밤 그림자처럼 (MBC) - 캐서린(레이몬드 부인) (낸시 트래비스)
- 파이터 블루 (MBC) - 미요코 (토키와 타카코)
- 포트리스2 (MBC) - 제드 (메레타 미타)
- 클루리스 (MBC)
- 스피시즈 (MBC)
- 긴급명령 (MBC)
- 큰 도둑 작은 도둑 (MBC)
- 아이언 이글 (MBC)
- 토네이도 (MBC) - 에바 케일
- 트로이 (SBS) - 테티스 (줄리 크리스티)
- 프로파일러 (SBS)
- 아라비아의 로렌스 그 후의 이야기 (MBC)
- 복제인간의 제국 (MBC)
- 제르미날 (MBC)
- 나쁜 녀석들 (MBC)
- 에디 (MBC)
- 뮤리엘의 웨딩 (MBC)
- 조강지처 클럽 (MBC)
- 블루 데블 (MBC)
- 피고인 (MBC)
- 51번째 주 (MBC)
- 패트리어트 (MBC)
- 굿바이 마이 프렌드 (MBC)
- 창공의 여왕 (MBC)
- 알리 (MBC)
- 이너스페이스 (MBC)
- 플래시댄스 (MBC)
- 사랑의 블랙홀 (MBC)
- 어댑테이션 (MBC)
- 컷스로트 아일랜드 (MBC)
- 광부의 딸 (MBC)
- 베토벤 (MBC) - 불량배(매튜 브룩스)
- 결혼 만들기 (MBC)
- 보거스 (MBC)
- 고질라 (MBC)
- 스크림2 (MBC)
- 비독 (MBC) - 프레아 (이네스 사스트레)
- 제이슨X (SBS) - 킨사 (멜로디 존슨) 외
- 존 그리섬의 의뢰인 (MBC)
- 바비 (MBC) - 안젤라(헤더 그레이엄)
- 야망의 제물 (SBS)
- 스톰 캐쳐 (MBC)
- 크림슨 타이드 (MBC)
- 프리잭 (MBC)
- 공군대전략 (MBC)
- 히틀러의 부활 (MBC)
- 프리퀀시 (SBS)
- 인자무적 (MBC)
- 도플갱어 (MBC)
- 이벤트 호라이즌 (MBC) - 스타크 (조엘리 리처드슨)
- 할로윈 H20 (MBC) - 마리온 (낸시 스티븐스)
- 스타트렉6 (MBC) - 우후라 (니켈 니콜스)
- 록시 (MBC) - 바버라 (조안 맥머트리)
- 007 리빙 데이라이트 (MBC) - 푸쉬킨의 아내(버지니아 헤이) / 보트 여성(벨 에이버리)
- 머나먼 여정 (MBC) - 로라(킴 그리스트)
- 플래시드 (MBC) - 켈리 스캇(브리짓 폰다)
- K2 (MBC)

### 애니
- 절대무적 라이징오 (MBC)
- 은하철도 999 (MBC) - 머큐리
- 꼬마마법사 레미 (MBC)
- 도라에몽 (MBC) - 엄마
- 우주해적 미토의 대모험 (대교) - 샤브
- 바람의 검심 (애니원) - 화순 / 승객6
- 알렉산더 (애니원) - 올림피어스
- 마징카이저 (애니원) - 로리 / 영희
- 후르츠 바스켓 (애니원) - 한바다 / 수정이 고모
- 헌터X헌터 (애니원) - 키르아 엄마
- 부메랑 파이터 (MBC)
- 강아지천사 찰리 (MBC) - 막시
- 트라이건 (VIDEO)
- 알렉산더 전기 극장판 (VIDEO) - 올림피어스
- 판타스틱4 (카툰네트워크) - 수잔
- 숲속의 전설 무시킹 (투니버스) - 바바 / 나레이션
- 몬스터 (투니버스) - 이루자 바데만
- 포켓몬스터 XY (투니버스) - 사키
- 포켓몬스터 (재능TV) - 테사
- 스낵월드 (투니버스) - 마요네 엄마
- 대니팬텀 (니켈로디언) - 메디 / 런치 레이디 / 발레리
- 닥터 스트레인지 - 에인션트 원(틸다 스윈튼)
- 아이들이 사는 성 (EBS) - '네 잘못이 아니야'편 선생님
- 동글이 버드 하비 (니켈로디언)
- 명탐정 코난 (투니버스) - 범인(21기 20화)

### 내레이션
- 어린이에게 새 생명을
- MBC 특선 다큐멘터리 꽃들에게 희망을 (MBC)
- W: world wide weekly (MBC)
- 사과나무 (MBC)
- 경제 매거진 M (MBC)
- 러브 인 아시아 (KBS)
- 성장 다큐 꿈 (KBS)
- 긴급출동 SOS 24 (SBS)
- 실제상황 토요일 (SBS)
- 건강적색경보 내 몸이 보내는 SOS (MBC)
- 아이들이 사는 성 (EBS) - '네 잘못이 아니야'편 선생님
- 단짝 (KBS)
- 다큐프라임 세계문명사 대기획 - 위대한 로마 (EBS)
- 다큐프라임 세계문명사 대기획 - 천불천탑의 신비, 미얀마 (EBS)
- 휴먼다큐 사람이 좋다 (MBC)
- 실제상황 토요일 - 연애편지 (SBS)
- 명의 (EBS)
- 세계의 눈 (EBS)
- EBS 나눔 0700
- 글로벌 프로젝트 나눔 (EBS)
- 다큐영화 길 위의 인생 (EBS)
- 다큐공감 163회 : 한일 경계를 넘다, 자이니치 연출가 김수진 (KBS1)
- 다큐공감 185회 : 美 메릴랜드주 퍼스트레이디, 김유미 (KBS1)
- 다큐공감 258회 : 어머니의 기억 (KBS1)
- 다큐 시선 71회 : 장애아동의 부모로 산다는 건 (EBS1)
- 다큐세상 : 대학, 국경의 벽을 넘다 (KBS1)
- 특집다큐 코리아 생명의 희망을 심다 (KBS1)
- 다큐세상 : 전국민 의료보험 30년 '질병을 넘어 행복을 꿈꾸다' (KBS1)
- 다큐On 139회 : 한국인의 건강보고서 1부 예순둘 여든셋 / 140회 : 한국인의 건강보고서 2부 팬데믹 시대, 코로나19를 넘어 (KBS1)
- 스토리 추적 M (MBN)
- 부모 자격증 (MBC라디오)
- 길 위의 우리역사 (국회방송)
- EBS 다큐프라임 - 학교폭력 공감 프로젝트 1부 우리들의 기소장 / 2부 공감의 넓이 / 3부 안전한 어른 (EBS1)

### TV 광고
- 풀무원
- 롯데칠성음료 (델몬트)
- 켈로그
- 하나투더
- 롯데관광
- 오리온 초코파이
- 오뚜기
- 쿠쿠
- 크라운베이커리
- 농협
- 암웨이
- KT
- 팬틴
- 한화 꿈에 그린
- 대우건설 푸르지오
- 코오롱 하늘채
- 래미안
- 대림 이편한 세상
- 미래에셋증권
- LG텔레콤
- 동아제약 (박카스)
- LG전자
- LG화학
- LG화재
- 삼양식품 (삼양라면)
- 교보생명 김종성과 함께
- 하나은행
- 주택금융공사
- 신한은행
- 삼성생명 (브라보 유어 라이프) (기업광고)
- 삼성카드
- 아시아나항공
- 대한항공
- 공익광고협의회 (자랑스러운 한국인,점묘화,종소리,1분의 배려)
- 렉서스
- 현대해상
- 현대자동차 제네시스
- 우리투자증권
- 기아자동차 (옵티마)
- SK텔레콤(기업광고, 새로운 대한민국 만들기)
- 폰즈(유니레버)
- DHC 코엔자임 큐텐크림(DHC 코리아)
- 존슨 앤 존슨
- 팬틴(한국P&G)
- 한국토지공사<대한민국의 정직한 힘>
- 굿네이버스
- 테이스터스 초이스

### 라디오 드라마
- 만화열전 - 호텔 아프리카 (MBC 라디오) - 쥴 엄마 / 양부인
- 만화열전 - 레드문 (MBC 라디오) - 에스켈라
- 라디오 근대문학 기행 (KBS) -내레이션

### 게임
- 하프라이프 2(밸브 코퍼레이션) - 쥬디스 모스맨 박사 역
- 로스트 오딧세이(XBOX 360) - 밍 마누라 역
- 아크 더 랜드 정령의 황혼 - 나피아
- 월드 오브 워크래프트
- 제노에이지 플러스 - 세론 린 이슈케, 유베린 헨 히네스

## 같이 보기
- 문화방송 성우극회